# Отвіль-ла-Гішар
Отві́ль-ла-Гіша́р, Отвіль-ла-Ґішар (фр. Hauteville-la-Guichard) — муніципалітет у Франції, у регіоні Нормандія, департамент Манш. Населення — 465 осіб (01.01.2021).
Муніципалітет розташований на відстані близько 270 км на захід від Парижа, 70 км на захід від Кана, 16 км на захід від Сен-Ло.

## Історія
До 2015 року муніципалітет перебував у складі регіону Нижня Нормандія. Від 1 січня 2016 року належить до нового об'єднаного регіону Нормандія.

## Демографія
Динаміка населення (INSEE ):
Розподіл населення за віком та статтю (2006):
| Стать | Всього | До 15 років | 15-24 | 25-44 | 45-64 | 65-85 | Понад 85 |
| --- | ------ | ----------- | ----- | ----- | ----- | ----- | -------- |
| Чоловіки | 219    | 52          | 12    | 67    | 56    | 32    | 0        |
| Жінки | 204    | 48          | 16    | 48    | 56    | 32    | 4        |
| \| Статево-вікова піраміда \| Статево-вікова піраміда \| Статево-вікова піраміда \| \| ----------------------- \| ----------------------- \| ----------------------- \| \| Чоловіки \| Вік \| Жінки \| \| 0 \| 85 + \| 4 \| \| 8 \| 80-84 \| 0 \| \| 4 \| 75-79 \| 12 \| \| 4 \| 70-74 \| 8 \| \| 16 \| 65-69 \| 12 \| \| 16 \| 60-64 \| 8 \| \| 12 \| 55-59 \| 12 \| \| 24 \| 50-54 \| 8 \| \| 4 \| 45-49 \| 28 \| \| 35 \| 40-44 \| 16 \| \| 12 \| 35-39 \| 12 \| \| 16 \| 30-34 \| 12 \| \| 4 \| 25-29 \| 8 \| \| 8 \| 20-24 \| 4 \| \| 4 \| 15-20 \| 12 \| \| 12 \| 10-14 \| 24 \| \| 16 \| 5-9 \| 12 \| \| 24 \| 0-4 \| 12 \| |        |             |       |       |       |       |          |
| Статево-вікова піраміда |        |             |       |       |       |       |          |
| Чоловіки | Вік    | Жінки       |       |       |       |       |          |
| 0 | 85 +   | 4           |       |       |       |       |          |
| 8 | 80-84  | 0           |       |       |       |       |          |
| 4 | 75-79  | 12          |       |       |       |       |          |
| 4 | 70-74  | 8           |       |       |       |       |          |
| 16 | 65-69  | 12          |       |       |       |       |          |
| 16 | 60-64  | 8           |       |       |       |       |          |
| 12 | 55-59  | 12          |       |       |       |       |          |
| 24 | 50-54  | 8           |       |       |       |       |          |
| 4 | 45-49  | 28          |       |       |       |       |          |
| 35 | 40-44  | 16          |       |       |       |       |          |
| 12 | 35-39  | 12          |       |       |       |       |          |
| 16 | 30-34  | 12          |       |       |       |       |          |
| 4 | 25-29  | 8           |       |       |       |       |          |
| 8 | 20-24  | 4           |       |       |       |       |          |
| 4 | 15-20  | 12          |       |       |       |       |          |
| 12 | 10-14  | 24          |       |       |       |       |          |
| 16 | 5-9    | 12          |       |       |       |       |          |
| 24 | 0-4    | 12          |       |       |       |       |          |

## Економіка
2010 року серед 271 особи працездатного віку (15—64 років) 211 були активними, 60 — неактивними (показник активності 77,9%, у 1999 році було 73,9%). З 211 активних мешканців працювали 194 особи (102 чоловіки та 92 жінки), безробітними було 17 (10 чоловіків та 7 жінок). Серед 60 неактивних 24 особи були учнями чи студентами, 26 — пенсіонерами, 10 були неактивними з інших причин.
У 2010 році в муніципалітеті числилось 171 оподатковане домогосподарство, у яких проживали 427,5 особи, медіана доходів виносила 15 437 євро на одного особоспоживача

## Персоналії
- Роберт Гвіскар (1015—1085) — засновник норманського Сицилійського королівства
- Рожер I, Роже Боссо (1031—1101) — молодший з братів Отвіль, протягом 1061—1091 років відвоював у арабів Сицилію і заклав основи майбутнього Сицилійського королівства.